# Moteur en étoile
 (août 2025).
Si vous disposez d'ouvrages ou d'articles de référence ou si vous connaissez des sites web de qualité traitant du thème abordé ici, merci de compléter l'article en donnant les références utiles à sa vérifiabilité et en les liant à la section « Notes et références ».
Pour un article plus général, voir Architecture des moteurs à pistons.
Ne doit pas être confondu avec moteur stellaire.

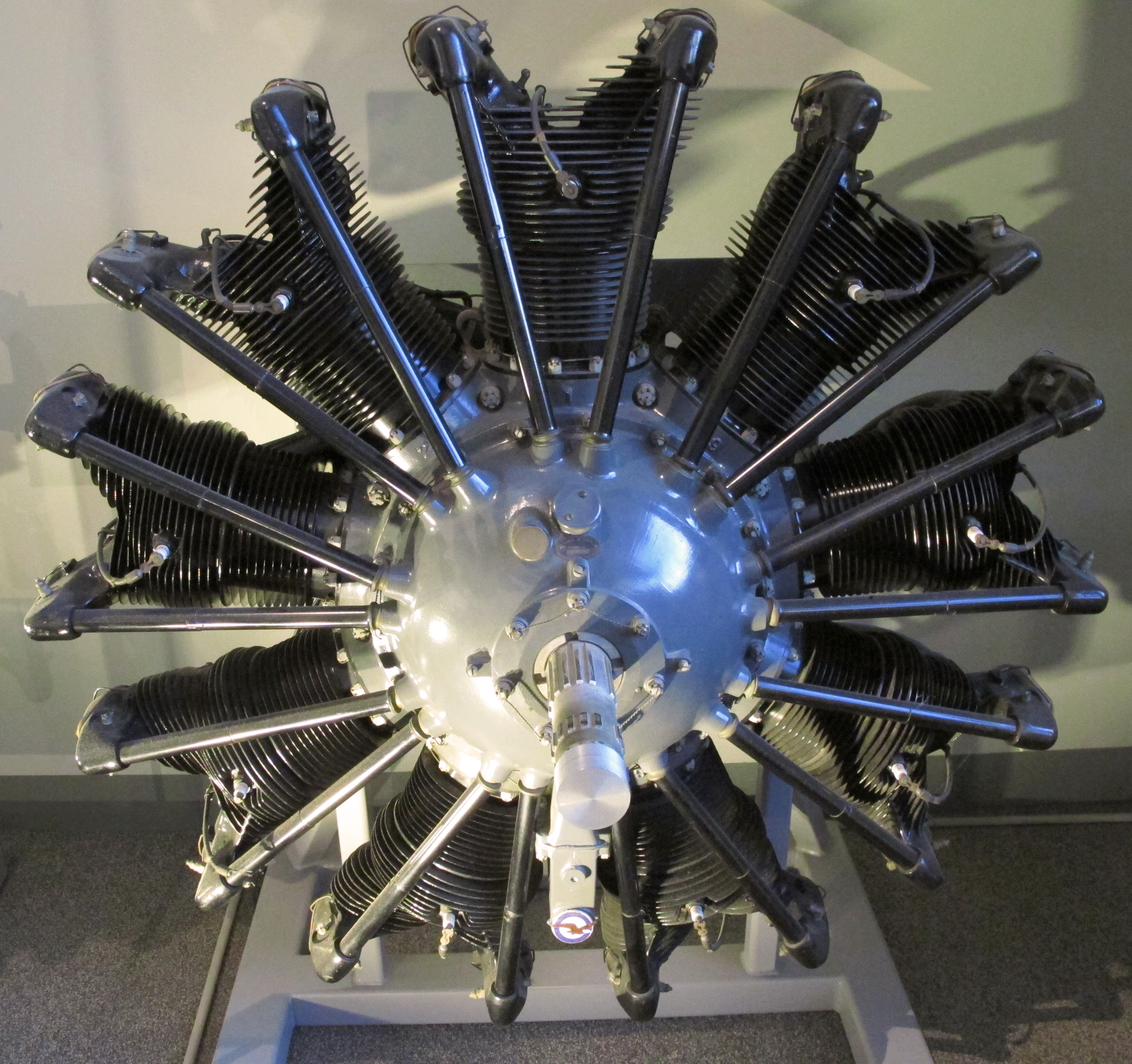
Le légendaire Pratt & Whitney R-1340.

Un moteur en étoile, ou plus exactement à cylindres en étoile, ou moteur radial est un type de moteur à pistons dont les cylindres sont placés sur un même plan, à angle régulier autour du vilebrequin et axe de sortie moteur. Ces moteurs sont surtout utilisés en aéronautiques (avions, mais aussi dirigeables et plus tard hélicoptères), jusqu'à l'après-guerre, période où ils sont largement supplantés par les turbines à gaz.

## Typologie
Le moteur peut être fixe ou rotatif.

### Moteur fixe

Illustration du fonctionnement d'un moteur fixe à cylindres en étoile.

Dans ce cas, le moteur est fixé au châssis et le couple rotatif est disponible en sortie de vilebrequin.
Dans sa version classique, le vilebrequin, très court, ne comporte qu'un seul maneton auquel est connectée l'une des bielles dite « bielle maîtresse », sur laquelle viennent s'articuler les « bielles secondaires », de façon que les courses soient égales. En fait, la course des bielles secondaires n'est pas tout à fait égale à celle de la bielle maîtresse. Aucun des axes des têtes des bielles secondaires ne se déplace sur une trajectoire circulaire — elles sont elliptiques — et chacune des trajectoires est différente des autres. Dans le but de compenser les variations de course des pistons secondaires, chaque axe de tête de bielle est à une distance légèrement différente du centre du maneton. Tous ces facteurs donnent à chaque piston un mouvement unique qui, sauf pour le piston relié à la bielle maîtresse, n'est pas sinusoïdal. 

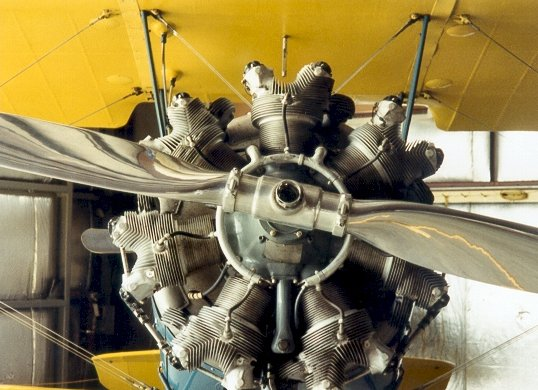
Un moteur en étoile à 7 cylindres monté sur un avion.

En conséquence, l'équilibrage d'un moteur en étoile est calculé pour compenser la « moyenne » de toutes les forces d'inertie résultant des variations des mouvements des pistons et des bielles associées. Quand n'importe quel piston est au point mort haut, le contrepoids est trop lourd, et quand ce même piston est au point mort bas, le contrepoids est trop léger. Cette force « secoue » l'étoile entière de cylindres dans un mouvement de tourbillonnement à deux fois la vitesse de vilebrequin, et est désignée par Pratt et Whitney et Curtiss-Wright sous le nom « vibration linéaire de second ordre »[réf. nécessaire].
L'architecture en étoile a été très utilisée en aviation. Le nombre de cylindres est de préférence impair pour des raisons d'équilibrage et de régularité cyclique, chaque cylindre s'allumant tous les deux tours. Ainsi, sur un moteur cinq cylindres, l'ordre d'allumage est 1-3-5-2-4, etc.

### Moteur rotatif
Dans ce cas, le vilebrequin ou axe de rotation est fixé sur le bâti, ce sont les cylindres et le carter qui tournent (Gnome et Rhône, Clerget... ).
Cette architecture présente certains avantages : refroidissement par air permanent, même véhicule à l'arrêt ; régularité de fonctionnement du fait de l'inertie importante (tout le moteur tourne, ce qui permet aussi d'éliminer le volant d'inertie). Mais il présente des inconvénients non négligeables : l'effet gyroscopique est très important, et la masse en mouvement importante ; la distribution est délicate à mettre au point (certains moteurs avaient une soupape d'admission intégrée au piston). Généralement la consommation d'huile est très importante. Le plus puissant moteur rotatif qui ait été construit (Gnome Monosoupape), développait environ 240 ch. Le réglage de la puissance se faisait par coupure d'allumage sur un groupe de cylindres. La procédure utilisée avec ce dernier moteur était : trois cylindres au ralenti, six cylindres au décollage, et neuf cylindres à pleine puissance. Sans action sur les commandes, l'avion s'inclinait en roulis par l'effet de couple, lorsque l'on enclenchait les neuf cylindres. Tous ces inconvénients ne peuvent que s'aggraver avec la hausse des régimes moteurs. Après avoir connu quelques années de popularité, les moteurs rotatifs sont brutalement devenus obsolètes au sortir de la première guerre mondiale.

## Avantages et inconvénients

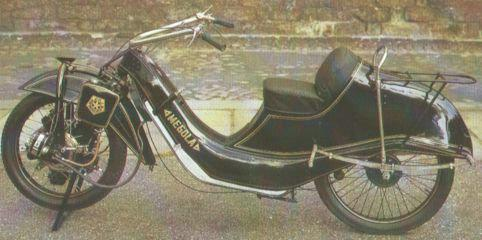
Un moteur rotatif, monté dans la roue avant d'une Megola.

Les moteurs en étoile sont plus faciles à refroidir par air (car tous les cylindres sont exposés au flux d'air incident), même si quelques moteurs en étoile refroidis par eau ont existé (notamment chez Salmson). Cela favorise la réalisation de moteurs légers. Jusqu'à la fin seconde guerre guerre mondiale, les deux principaux types de moteurs d'avions de grande puissance sont les moteurs en étoile refroidis par air, et les V12 refroidis par eau. Ces deux types de moteurs évoluent en parallèle, et les préférences se font selon les types d'avions, les habitudes des constructeurs, et les contraintes opérationnelles.
A titre l'exemple, en 1921, l'US Navy décide de n'utiliser que des moteurs refroidis par air, dont la fiabilité est précieuse pour les vols au-dessus de l'océan, et dont la maintenance est plus facile dans l'environnement d'un porte-avion. Elle reste fidèle à ce choix jusqu'à la fin de l'ère des moteurs à pistons. 
Ils sont plus compacts, plus légers et moins coûteux que d'autres architectures, ce qui les prédispose à être montés sur des avions. Le graissage se fait toujours par carter sec, ce qui facilite l'adaptation de ce type de moteur au vol acrobatique : l'huile est stockée dans un réservoir séparé du moteur, et, après avoir lubrifié le moteur, est réaspirée dans le collecteur du bas moteur par une pompe spéciale (émulsion air/huile) et retourne au réservoir. Lorsque le moteur est arrêté, l'huile résiduelle s'écoule dans les cylindres du bas, s'infiltre lentement dans les chambres de combustion, ce qui explique la forte émission de fumée au démarrage de ces moteurs et la nécessité de les « brasser » (tourner l'hélice manuellement pour évacuer l'huile des chambres) avant de les lancer après un arrêt prolongé.
En revanche, la commande de distribution (commande des soupapes), l'alimentation en carburant, qui doit se faire de façon identique pour tous les cylindres, et la torsion due au mouvement sont un peu plus difficiles à gérer que pour un moteur en ligne. La surface frontale et la traînée de refroidissement par air sont plus élevées que celles d'un moteur en ligne refroidi par eau, ce qui explique le montage de moteurs en ligne (le plus souvent en V) sur les chasseurs très rapides. Cependant, le chasseur Hawker Sea Fury (vitesse maxi de 740 km/h, soit 37 km/h plus rapide qu'un Mustang P-51) construit à la fin de la guerre, utilisait un moteur en étoile, mais en l'occurrence, il s'agissait d'un Bristol Centaurus, moteur de 18 cylindres sans soupapes de 2 480 ch dont le diamètre est inférieur à celui d'un moteur en étoile équivalent à distribution classique. 
Les cylindres peuvent être agencés en plusieurs rangées, de une à quatre. La puissance du moteur dépendant de la cylindrée, cette organisation permettait de placer jusqu'à 28 cylindres en quatre rangées (comme sur le moteur Wasp Major de Pratt & Whitney), pour éviter d'augmenter la cylindrée unitaire au-delà de 3,3 litres. La puissance maximale dépend également du régime de rotation ; pour éviter de dépasser le mur du son en bout de pale d'hélice et pour éviter d'avoir recours à un réducteur lourd et gourmand en puissance, le moteur doit nécessairement tourner à un régime « lent » de l'ordre de 2 000 à 3 000 tr/min. Les dernières forteresses volantes B-50 étaient équipées de moteurs Pratt & Whitney 28 cylindres (quatre rangées de sept), 3 500 ch. À ce niveau, la complexité générale et le refroidissement devenaient très problématiques. La mise au point des réacteurs de forte puissance a entraîné l'abandon de cette configuration.

## Production

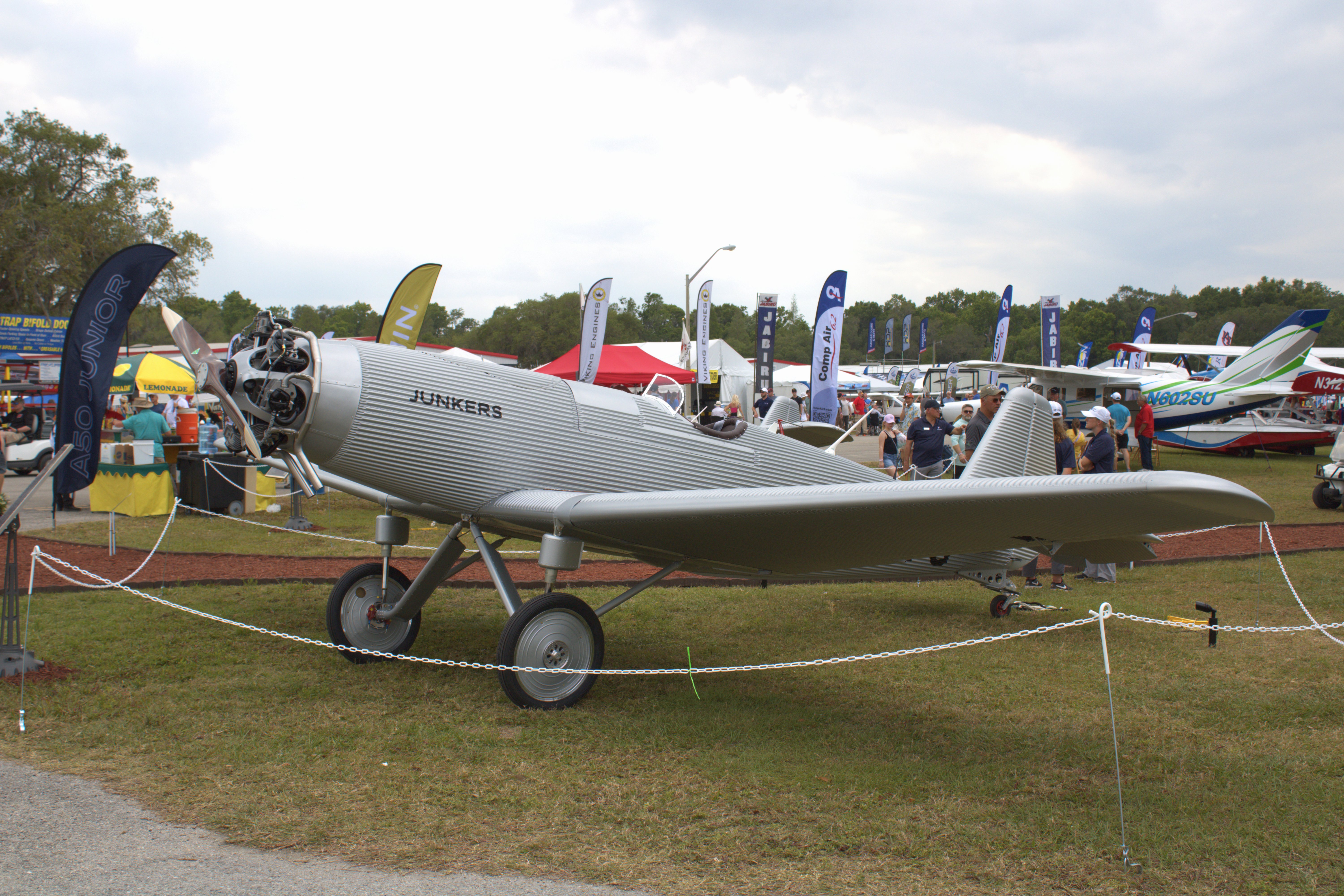
Un avion néo-rétro à moteur radial.

Le moteur en étoile le plus puissant qui ait été construit en série a été le Pratt & Whitney Cyclone R-4360-21 à 28 cylindres en quadruple étoile de 4 300 ch dans sa version VDT, qui a notamment été monté sur le B-36 Peacemaker ainsi qu'entre autres sur l'hydravion géant Spruce Goose.
Un autre appareil célèbre, français, récemment retiré du service actif (il en reste un seul maintenu en état de vol par une association), le Noratlas, était équipé de moteurs en étoile 14 cylindres sans soupapes construits par la Snecma sous licence Bristol : la distribution des sans-soupapes était assurée par des chemises louvoyantes (combinaison de rotation et de translation) qui découvraient des lumières : ce dispositif était très efficace, silencieux et fiable, permettait une consommation de carburant inférieure, mais occasionnait une consommation d'huile un peu plus importante qu'un moteur à distribution classique.
Actuellement, seuls de petits moteurs en étoile sont encore fabriqués, notamment en Australie par Rotec (un sept-cylindres de 110 ch  et un neuf cylindres de 150 ch) et par HCI Aviation aux États-Unis (un cinq-cylindres de 75 ch et un sept cylindres de 125 ch : ces derniers sont à soupapes latérales pour réduire coût, encombrement et poids). Le plus gros moteur encore en fabrication est un neuf-cylindres de fabrication russe Vedenyev M-14 de 360 à 450 ch qui est utilisé notamment sur des avions de voltige aérienne, ou sur des avions de nostalgiques des moteurs en étoile, en particulier américains. Ces moteurs, réputés extrêmement fiables[réf. nécessaire], peuvent maintenant également être équipés d'une injection électronique (non certifiée) qui améliore considérablement la consommation de carburant et la facilité de démarrage.
Il a également existé des moteurs en étoile Diesel 2-temps, les fameux Clerget d'avant Première Guerre mondiale aux performances et à la fiabilité tout à fait étonnantes ; leur développement a été stoppé par la guerre. Après la Seconde Guerre mondiale, le temps des moteurs à pistons semble révolu, les recherches s'orientant vers les turbomachines certes beaucoup plus gourmandes en carburant et d'un bruit peu agréable, mais moins lourdes et encombrantes, sans vibrations, utilisant un carburant peu coûteux (kérosène) et nécessitant beaucoup moins de maintenance.